# Wojciech Kica
Wojciech Kica (ur. w 1943, zm. 18 września 2008 w Kołobrzegu) – polski lekkoatleta specjalizujący się w biegach sprinterskich. 

## Kariera
Brązowy medalista mistrzostw Polski w sztafecie 4 x 100 metrów z drużyną AZS Poznań (1965). Reprezentant kraju w meczu międzypaństwowym (1964). 
Po zakończeniu kariery pracował jako trener. W latach 1992–1996 członek Komisji Antydopingowej PZLA.

## Rekordy życiowe
- bieg na 100 metrów – 10,6 (9 czerwca 1963, Poznań)
- bieg na 200 metrów – 22,0 (2 czerwca 1963, Bydgoszcz).